# Hilário da Conceição
Hilário Rosário da Conceição, OM (19 de març de 1939), conegut com a Hilário, fou un futbolista portuguès de la dècada de 1960 i entrenador.
Fou 40 cops internacional amb la selecció portuguesa amb la qual participà en la Copa del Món de futbol de 1966.
Pel que fa a clubs, defensà els colors de Sporting CP, amb uns 450 partits oficials disputats.

## Palmarès
- Primeira Liga: 1961-62, 1965-66, 1969-70
- Taça de Portugal: 1962-63, 1970-71, 1972-73
- Recopa d'Europa de futbol: 1963-64